# Abbaye Saint-Eusèbe de Saignon
L'abbaye Saint-Eusèbe de Saignon est une ancienne abbaye bénédictine de style roman située à l'est de Saignon, village du massif du Luberon, dans le département français de Vaucluse et la région Provence-Alpes-Côte d'Azur. Elle a été fondée par l'abbé saint Martian,.  

## Localisation
L'ancienne abbaye Saint-Eusèbe se situe en dehors du village de Saignon, à 1 km à l'est.

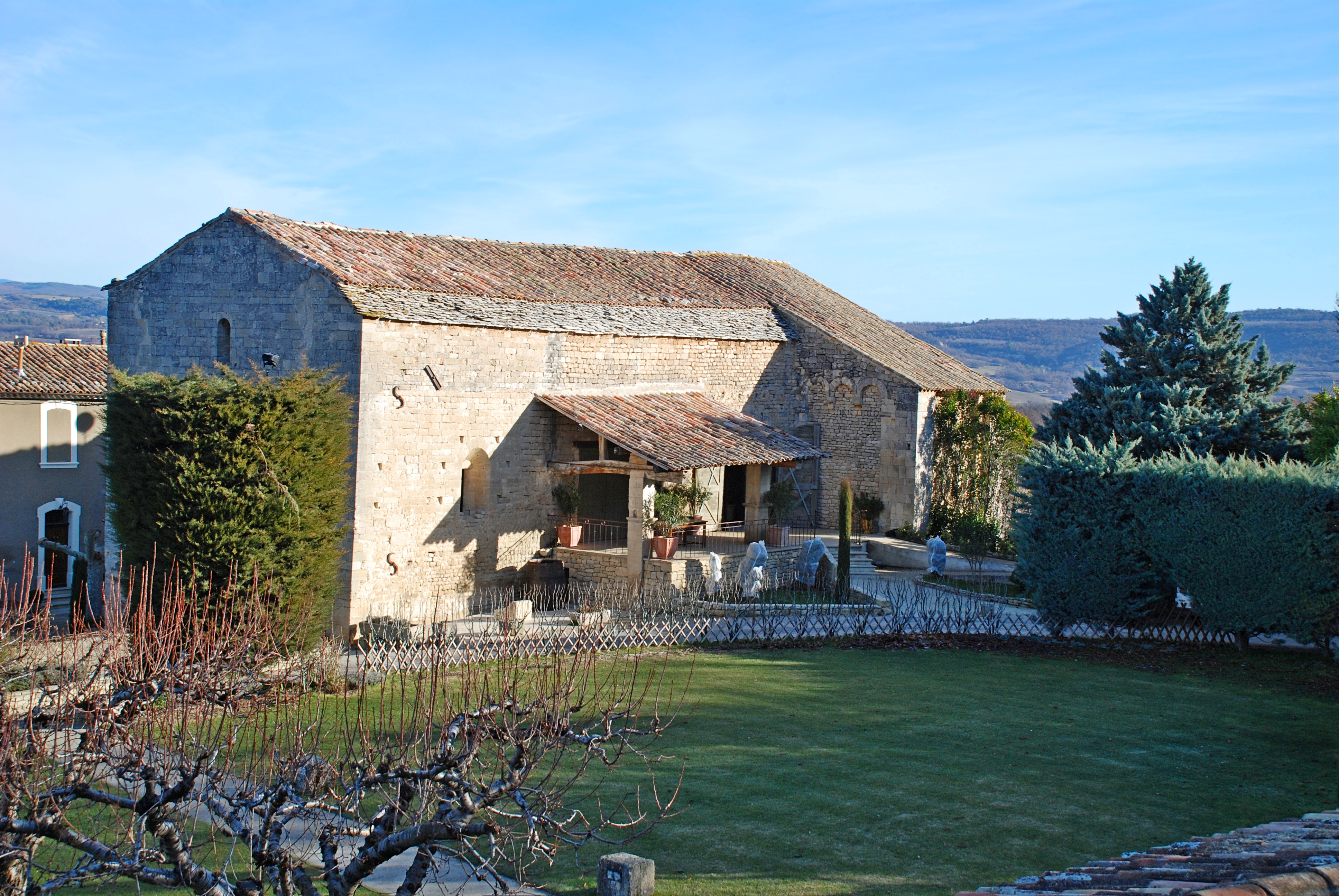

## Historique
Sur le site de l'abbaye, les fouilles archéologiques ont révélé que se trouvait le Palais des Fronton au IIe et IIIe siècles. 
L'abbaye, qui a pris la suite de la villa Obaga, fut probablement fondée au VIIIe siècle.
Ruinée par les grandes invasions, elle fut restaurée par Robert et Varacon, seigneurs de Saignon : l'abbaye est attestée dès 1004 : le Cartulaire de l'église d'Apt cite Beati Eusebii en 1004.  
Quinze ans plus tard elle est rattachée à l'abbaye bénédictine de Saint-Gilles en Languedoc. 
L'édifice actuel date de la fin du XIIe siècle,.
Au XIIe siècle, ses prieurés s'étendent sur les diocèses d'Apt, de Cavaillon, de Carpentras, de Glandevès, d'Aix et de Nice. 
Mais l'abbaye, désertée par ses moines, devient en 1431 une commende des princes-évêques d'Apt jusqu'à la Révolution où elle est vendue comme bien national.
Devenue propriété privée, l'abbaye fait l'objet d'un classement au titre des monuments historiques depuis le 24 juin 1996, après deux inscriptions au titre des monuments historiques, respectivement en 1952 et en 1993.
Il ne subsiste de l'abbaye que l'église abbatiale, qui après avoir longtemps servi de grange, est devenue un lieu d'exposition artistique.

## Architecture
L'abbaye Saint-Eusèbe est un des rares exemples d'art roman lombard en Provence : l'abside centrale est en effet partiellement décorée de bandes lombardes composées de lésènes et d'arcatures. Les absidioles qui l'encadrent ne présentent pas de bandes lombardes.
L'abside et les absidioles, couverte de tuiles, sont édifiées en pierre de taille. Chacune d'elles est percée d'une fenêtre à simple ébrasement très étroite. La fenêtre axiale qui orne l'abside principale est encadrée de colonnes supportant un arc de décharge en saillie. Chacune de ces colonnes est surmontée d'un chapiteau à la corbeille sculptée et au tailloir carré.

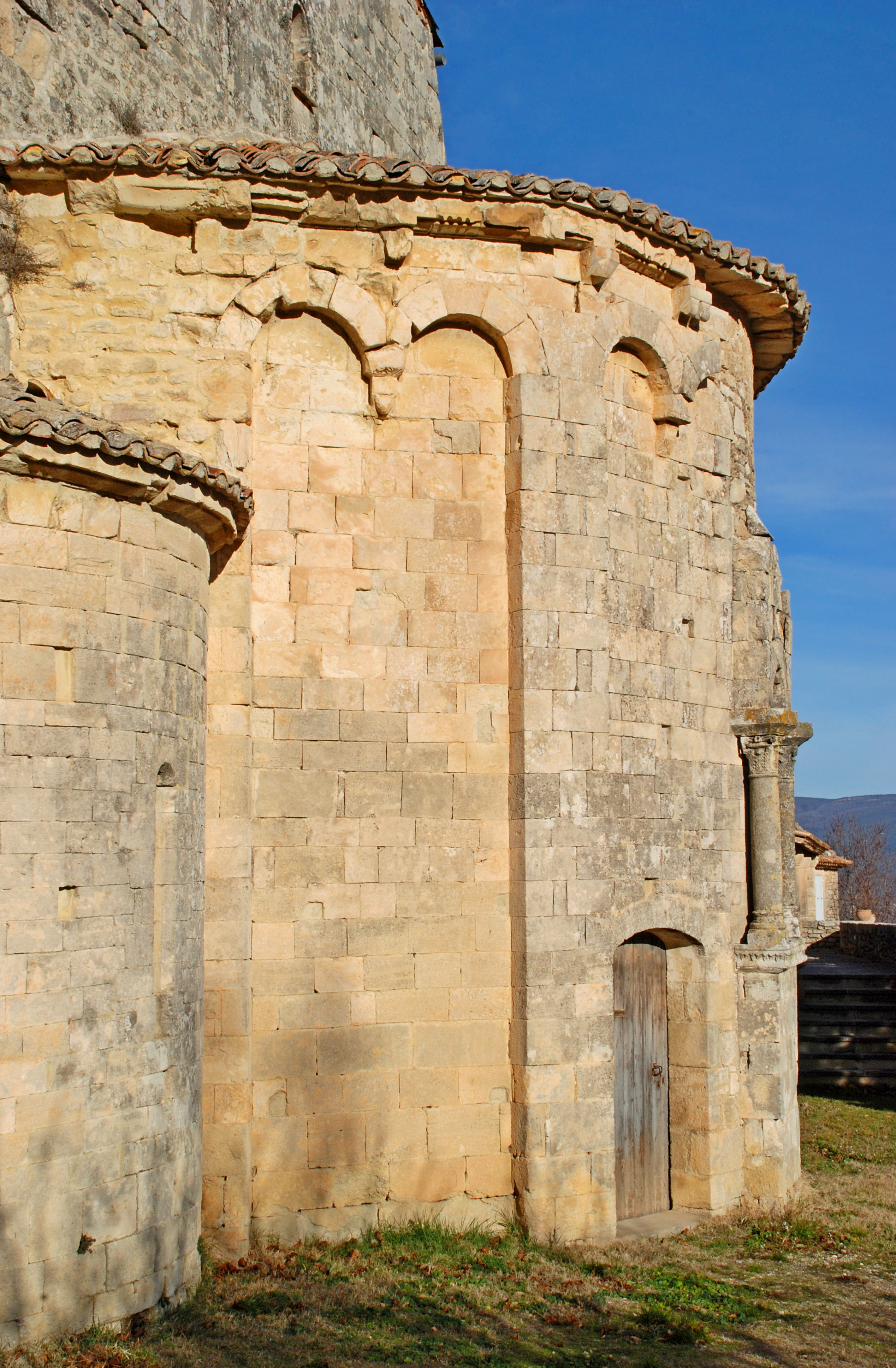
L'abside centrale.
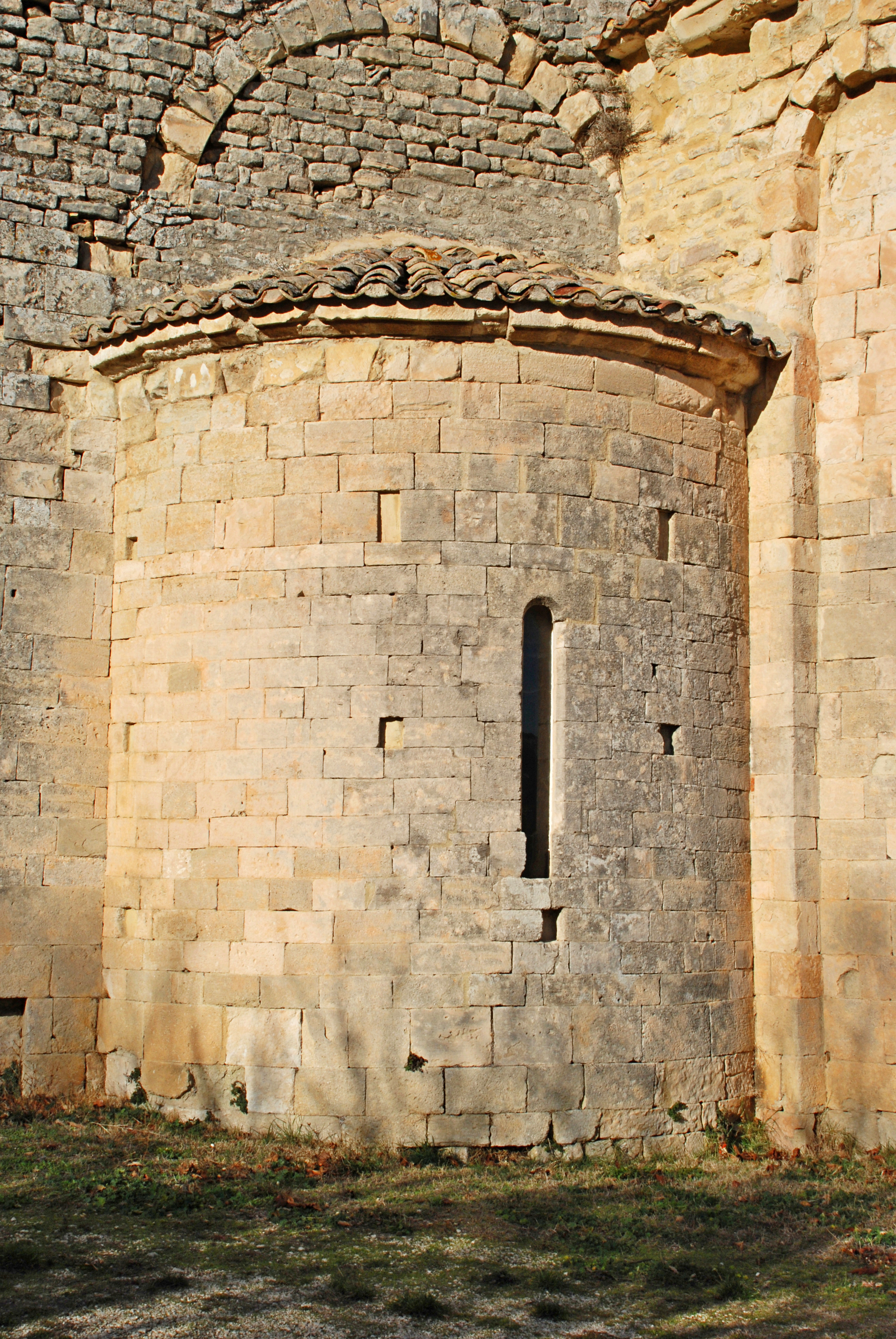
L'absidiole gauche.
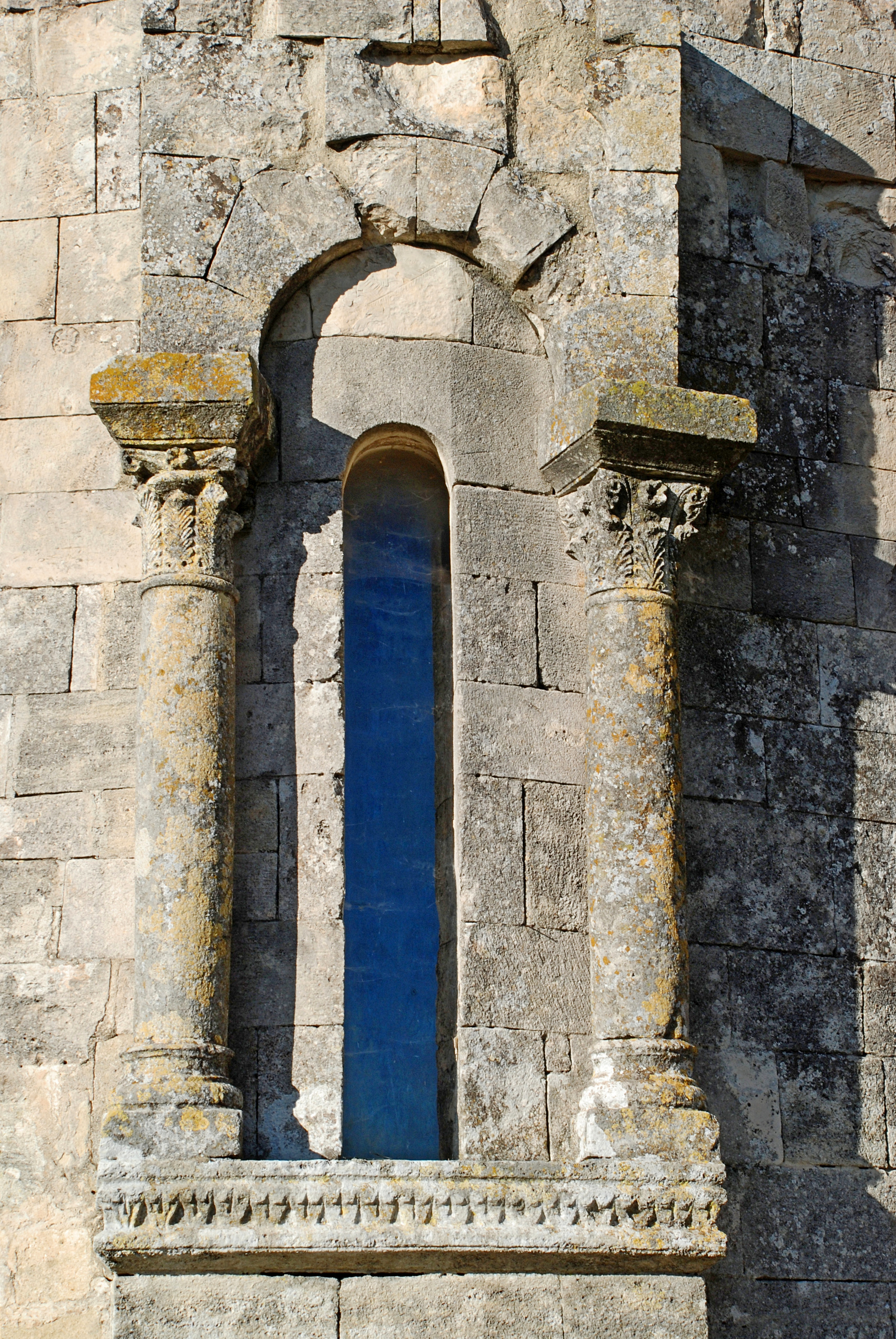
La fenêtre de l'abside centrale.
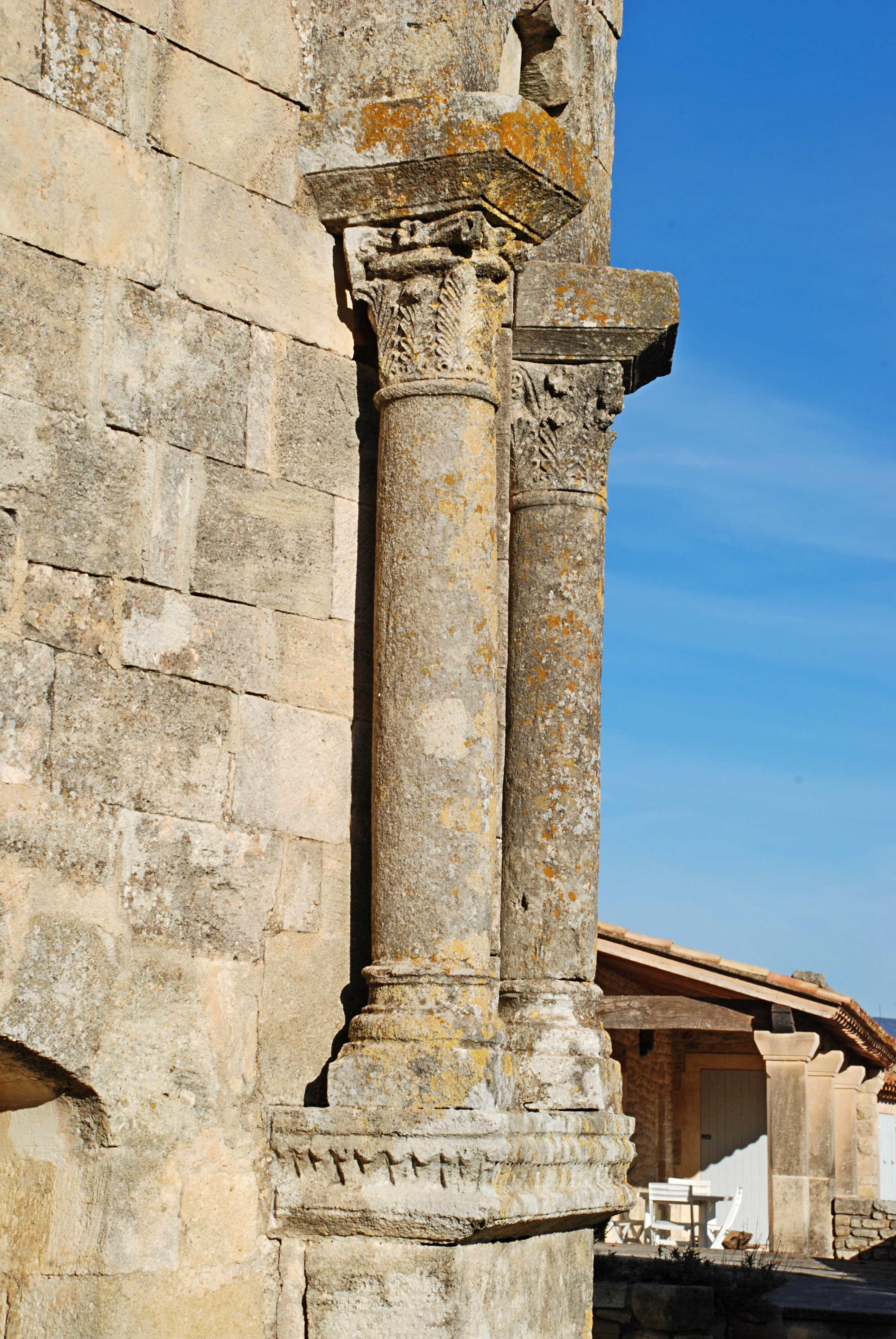
Colonnes de la fenêtre.
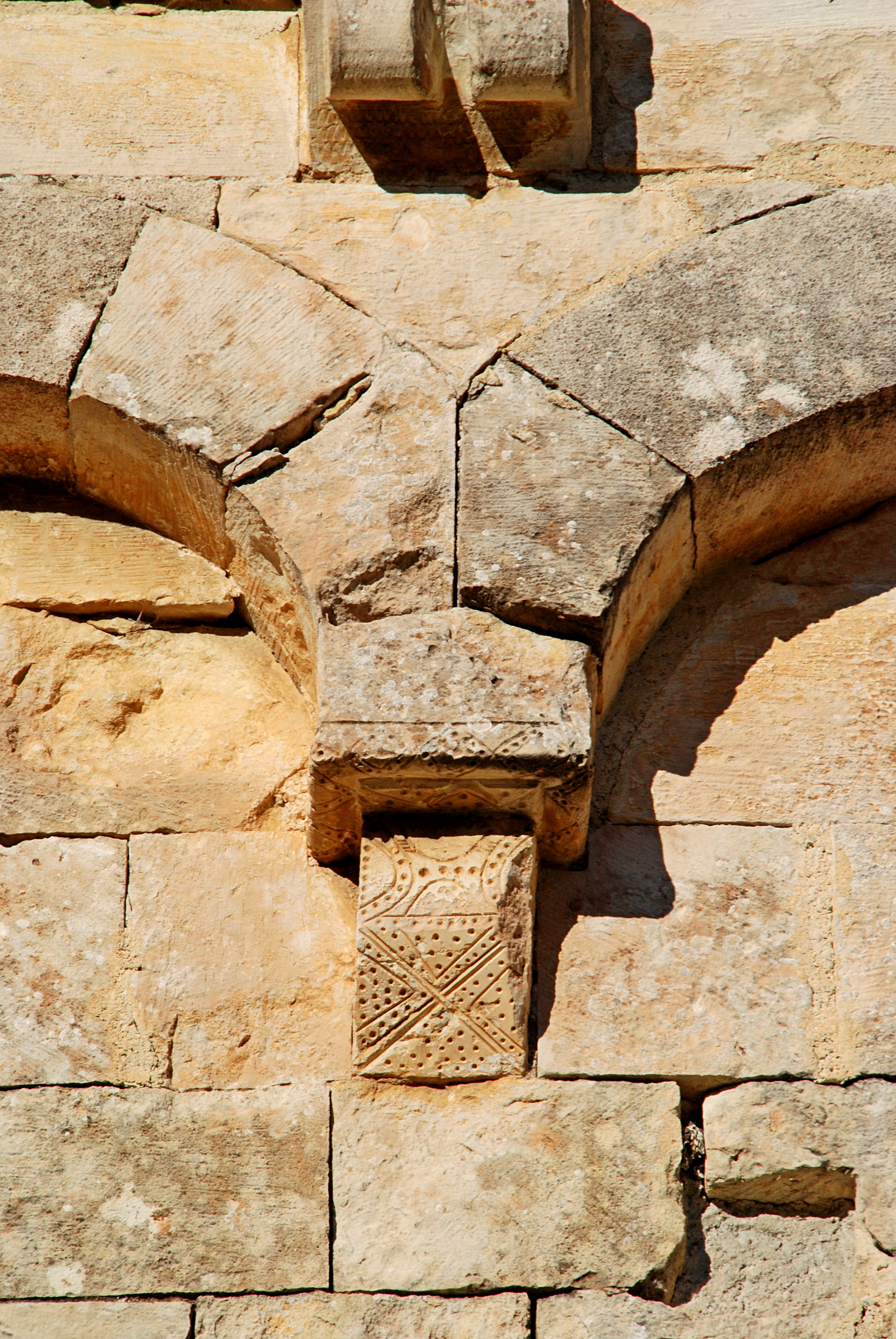
Détail des arcatures lombardes.

## Abbés
Conventuels
Commendataires
- Pierre de Forlì
- César Trivulce
- Jean-Vincent de Tulles, évêque d'Orange puis de Lavaur.
- 1684 - 1694 : René Fouquet dit Abbé du Breuil (?-† 15 janvier 1706), parent de Nicolas Fouquet. Aumônier du roi après la démission le 4 mars 1659 de Jean de Maupéou[5], il prend ses fonctions à Saint-Eusèbe en septembre 1684 et exerce cette charge jusqu'au 12 juillet 1694[6].